# ライディングシミュレーター

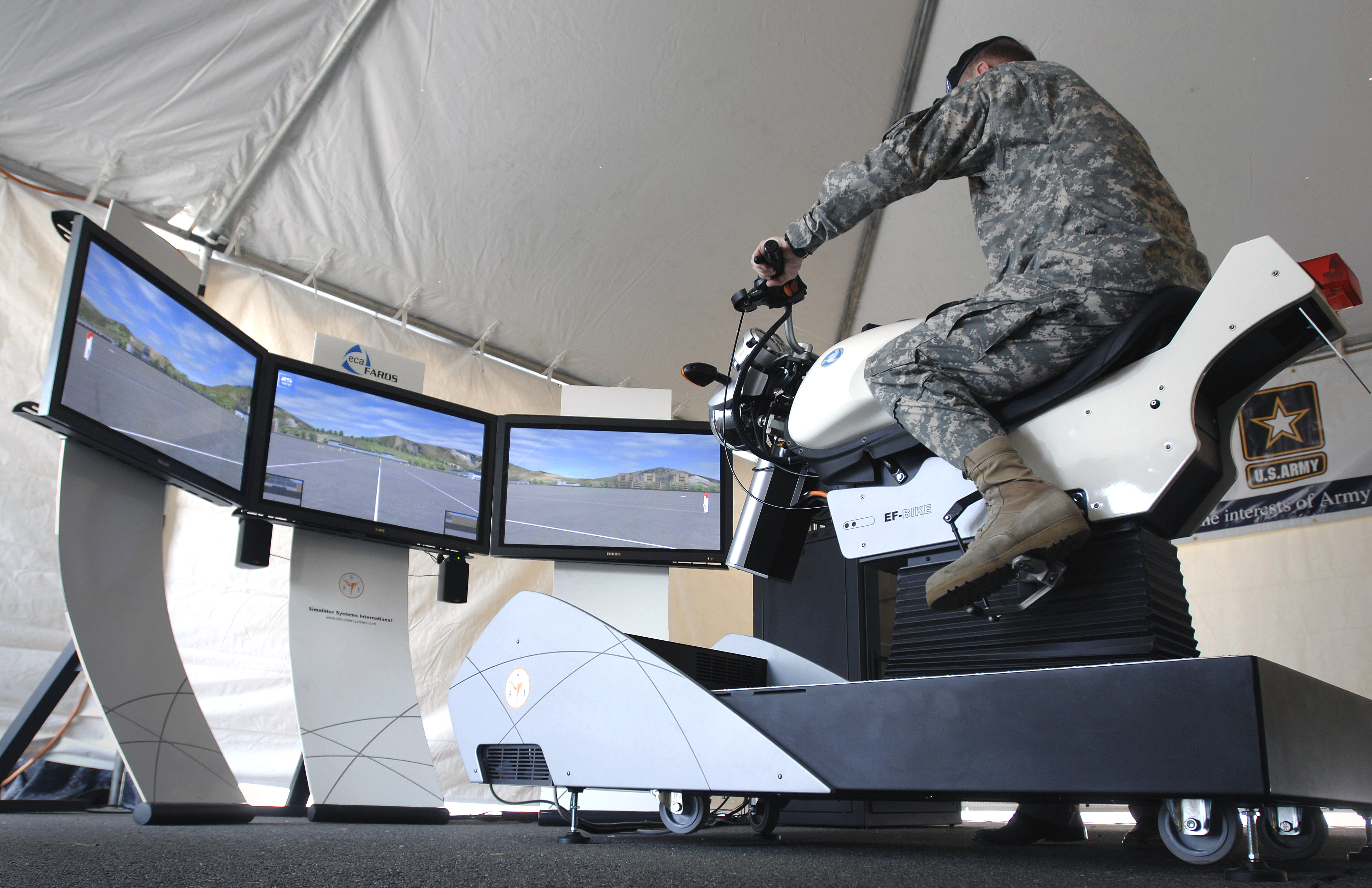
アメリカ陸軍の隊員によるシミュレーターのテスト

ライディングシミュレーター (Riding simulator) とは、コンピュータを用いて、コンピュータのモニタ上でオートバイの運転、走行をシミュレーションする物である。

## 概要
多くのライディングシミュレーターには、バイクから見える景色を映す為のモニタ、走行音や衝突音などを再生する為のスピーカー、そして運転をするのに必要なステアリング、ハンドルバー、ブレーキレバー、シフトレバー、シフトペダル等の入力機器が搭載されている。2000年代に入るとスクーター人気によるAT限定免許創設を受けてスクータータイプのライディングシミュレーターも増えてきた。
また、類似の物に自動車の運転をシミュレートするドライビングシミュレーター、鉄道車両の運転をシミュレートする鉄道シミュレーター、船舶の操舵をシミュレートする操船シミュレーター、航空機の操縦をシミュレートするフライトシミュレーター、建設機械の操作をシミュレートする建設機械シミュレーター、自転車の運転をシミュレートする自転車シミュレーターなども存在する。

## 使途目的
コンピュータゲーム向けの、運転を楽しむ目的で製作される、アミューズメント用ライディングシミュレーター、自動車教習所などで教習生がオートバイの運転を学ぶ為に使用する、運転練習用ライディングシミュレーター、オートバイや道路などを開発する為に、様々な条件の元でオートバイがどの様に走行するかをシミュレートする為の、学術研究用ライディングシミュレーターの大きく三つに分けられる。

### アミューズメント用

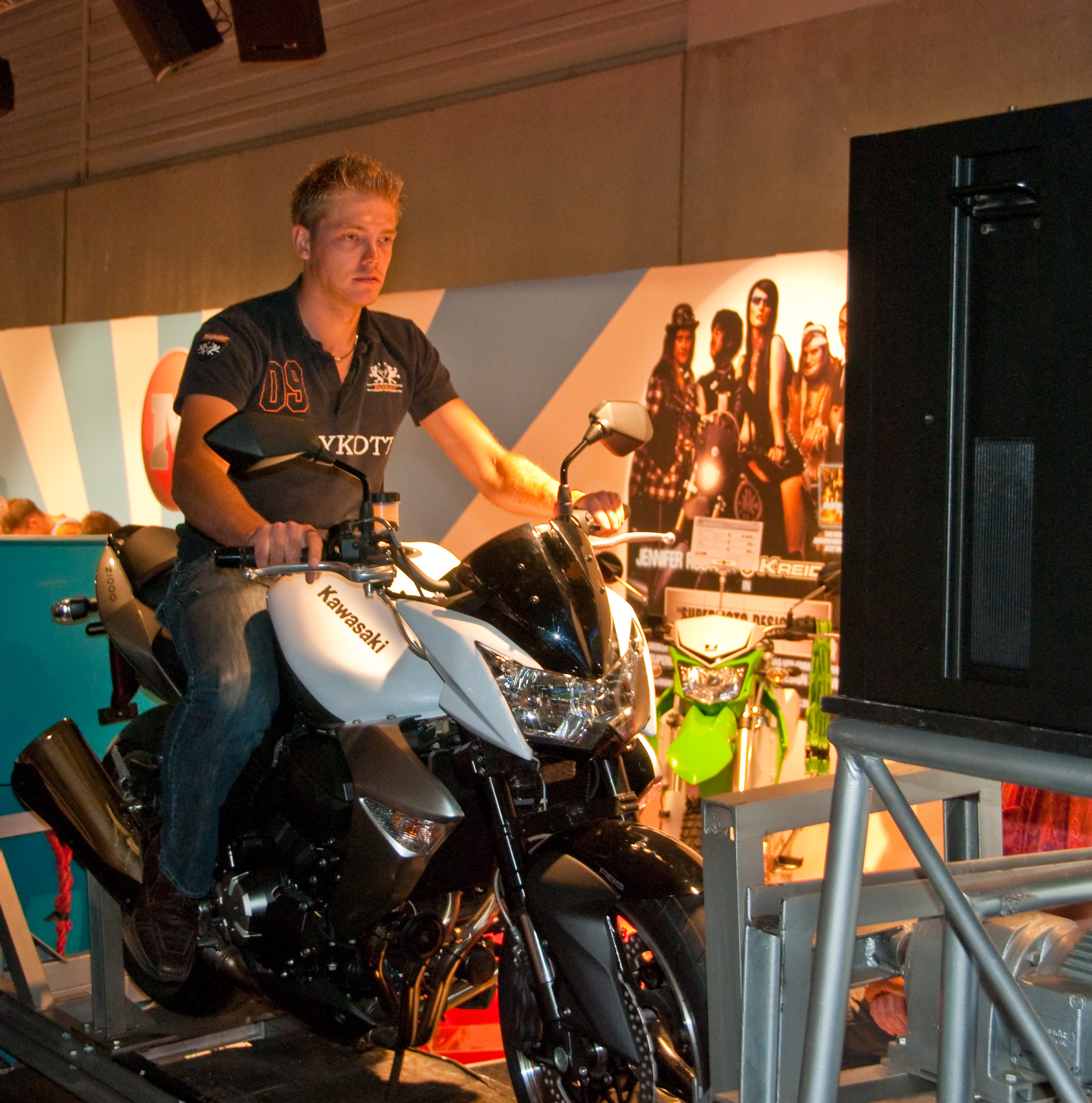
ゲームの展示会（見本市）でプレイする人

ライディングシミュレーターは、レースゲームの一種としながらも、派手さや爽快感などよりも、乗り物のリアルな挙動を第一義とするという主旨で作られたものとなっている。
また、後述の「運転練習用シミュレータ」との中間ともいえる、いわゆる普通のオートバイを対象にしているが、それを実際の交通ルールや自動車教習所の練習内容や検定試験の内容などをベースとして、どれぐらい上手にオートバイを運転出来るかをゲーム形式で楽しむ目的の物も近年存在している（免許をとろう等）。
- 代表的ソフトウェア
  - VS.エキサイトバイク（発売：任天堂）
  - ハングオン（発売：セガ、後のセガ・インタラクティブ）
  - MOTOCROSS GO!（発売：ナムコ、後のバンダイナムコエンターテインメント）1998年

### 運転練習用
自動車教習所などで、主に教習生がオートバイの運転を学ぶのに使用されているものである。
実車を用いると危険が伴う可能性の高い、急制動の練習。また、オートバイは教習生の安全確保の観点から路上教習は行わないため、高速道路の教習や偶然性を必要とする危険予測の練習（危険な場所でどのような事故が発生しやすいかを体験する）などに使用されることが多く、現在は多くの自動車教習所で教習生が一度は使用することのある装置である。
また、運転免許試験場にて、交通違反を犯して処分を受けた人などに、再教育をする目的で設置してあったり、博物館などで交通関連の展示物として、交通安全について来館者に対して学ばせたり、運転免許を持っていない人に、バイクの運転がどんなものか体験してもらうという主旨で設置してあったりすることもある。
代表的なメーカーは本田技研工業株式会社、ヤマハ発動機株式会社、株式会社セガ・ロジスティクスサービスなどである。

### 学術研究・商業用
道路を建設したり、オートバイならびに関連製品を開発する場合に、オートバイの走行をコンピュータを用いてシミュレートするためのものである。
実車を用いると危険が伴う実験を行ったり、特定の条件でオートバイを走行させる必要がある実験を行ったりする場合に用いることが多い。